# Samthaarige Stinkesche

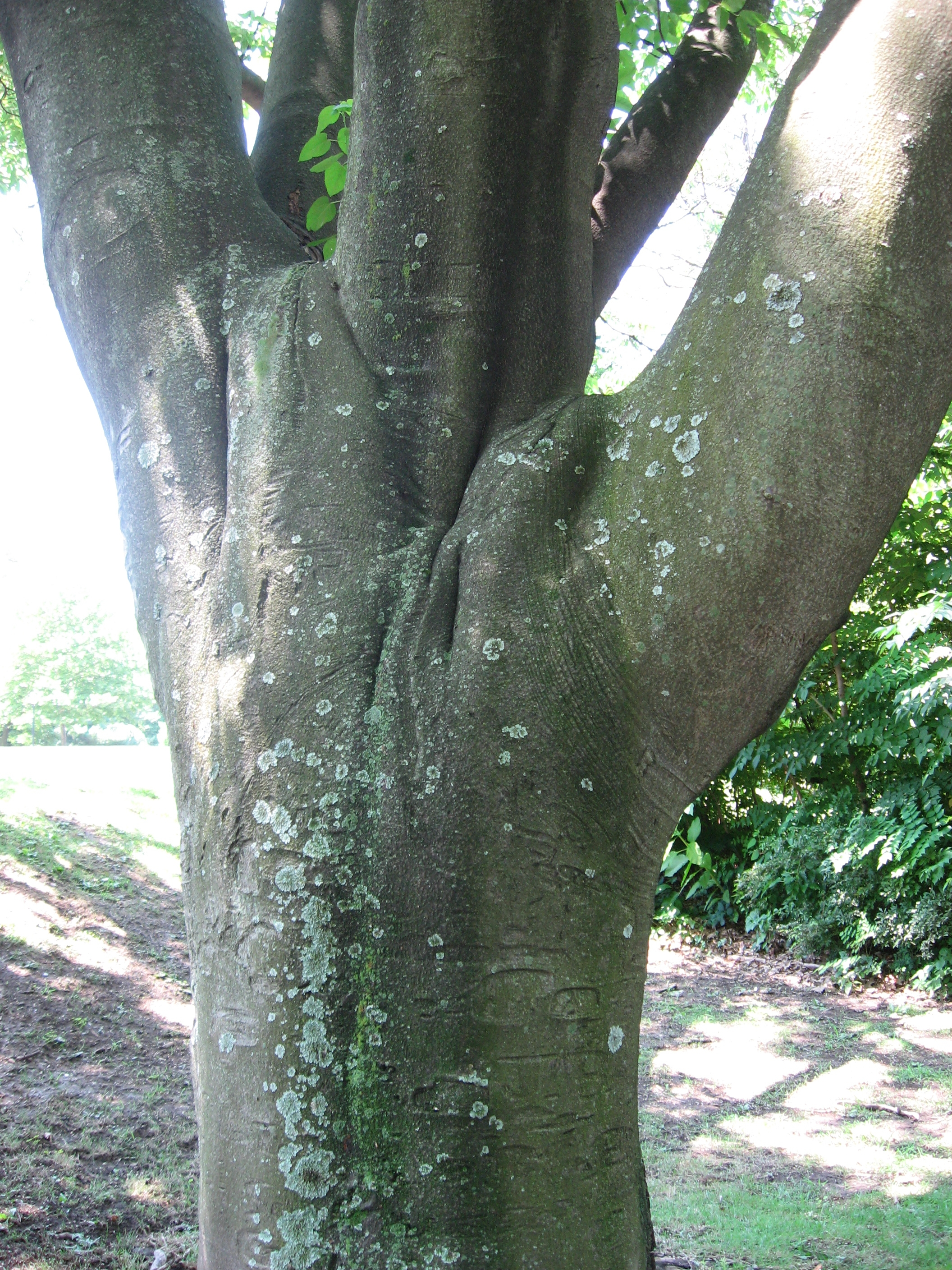
Stamm eines größeren Exemplars

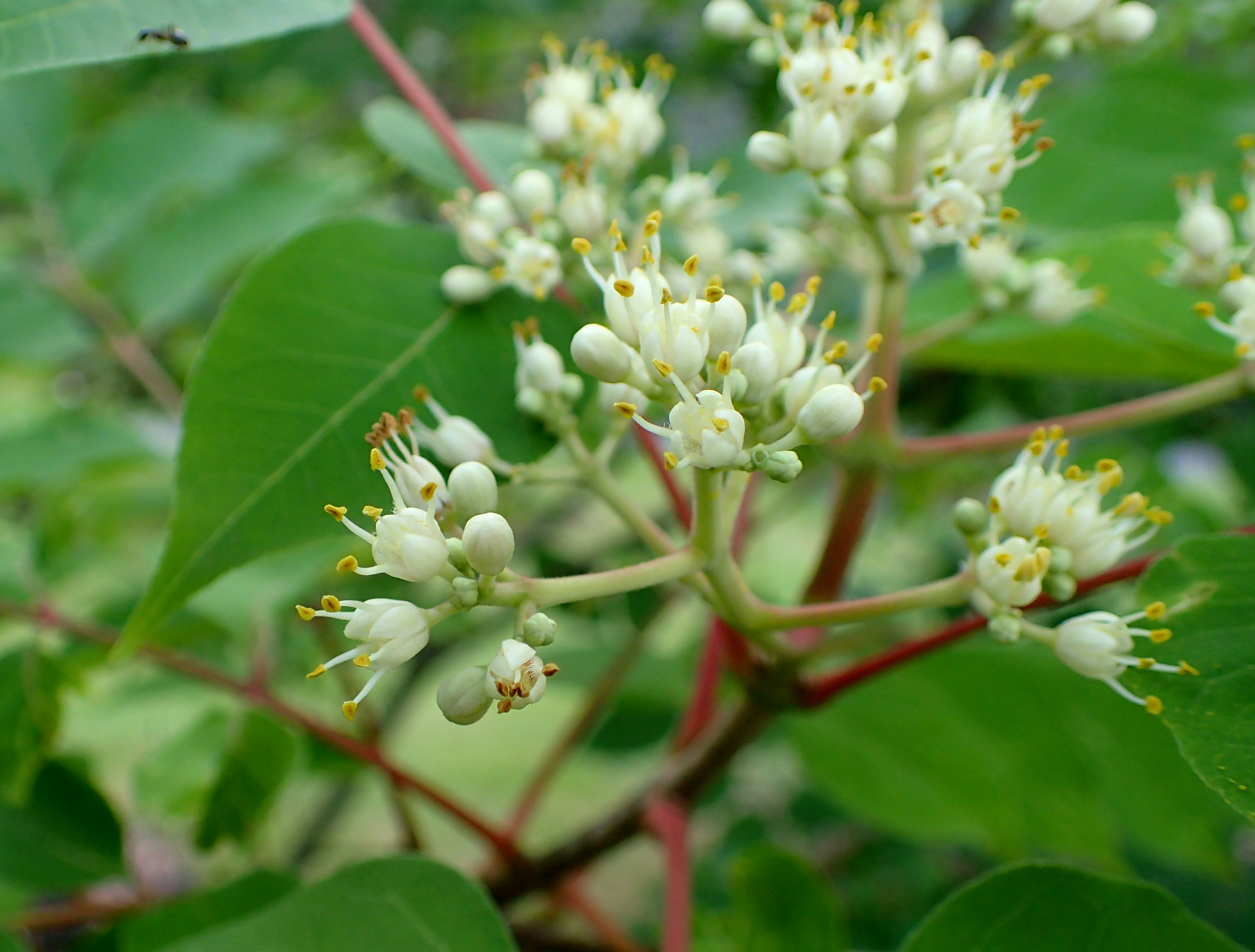
Blütenstand

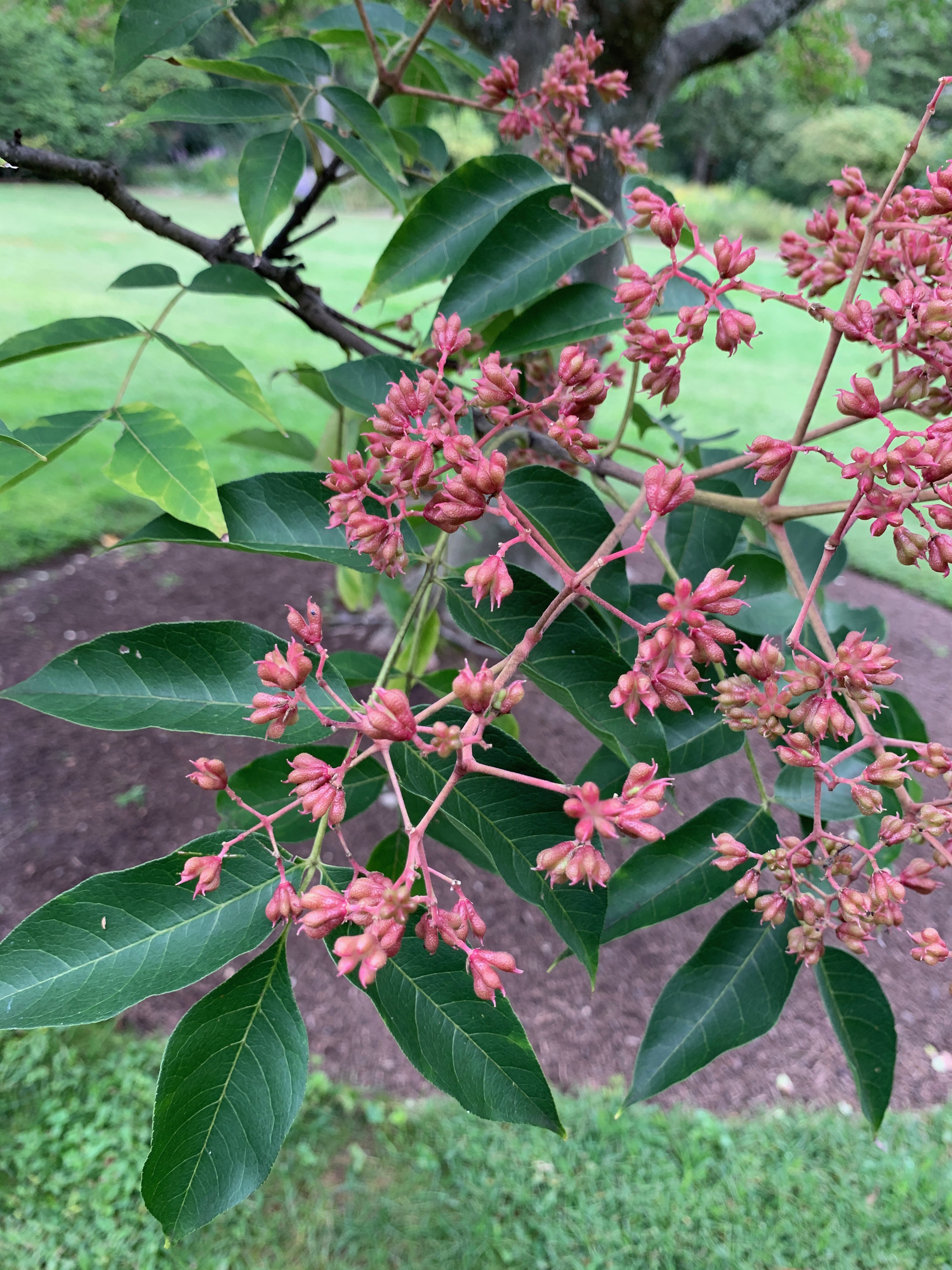
Junger Fruchtstand

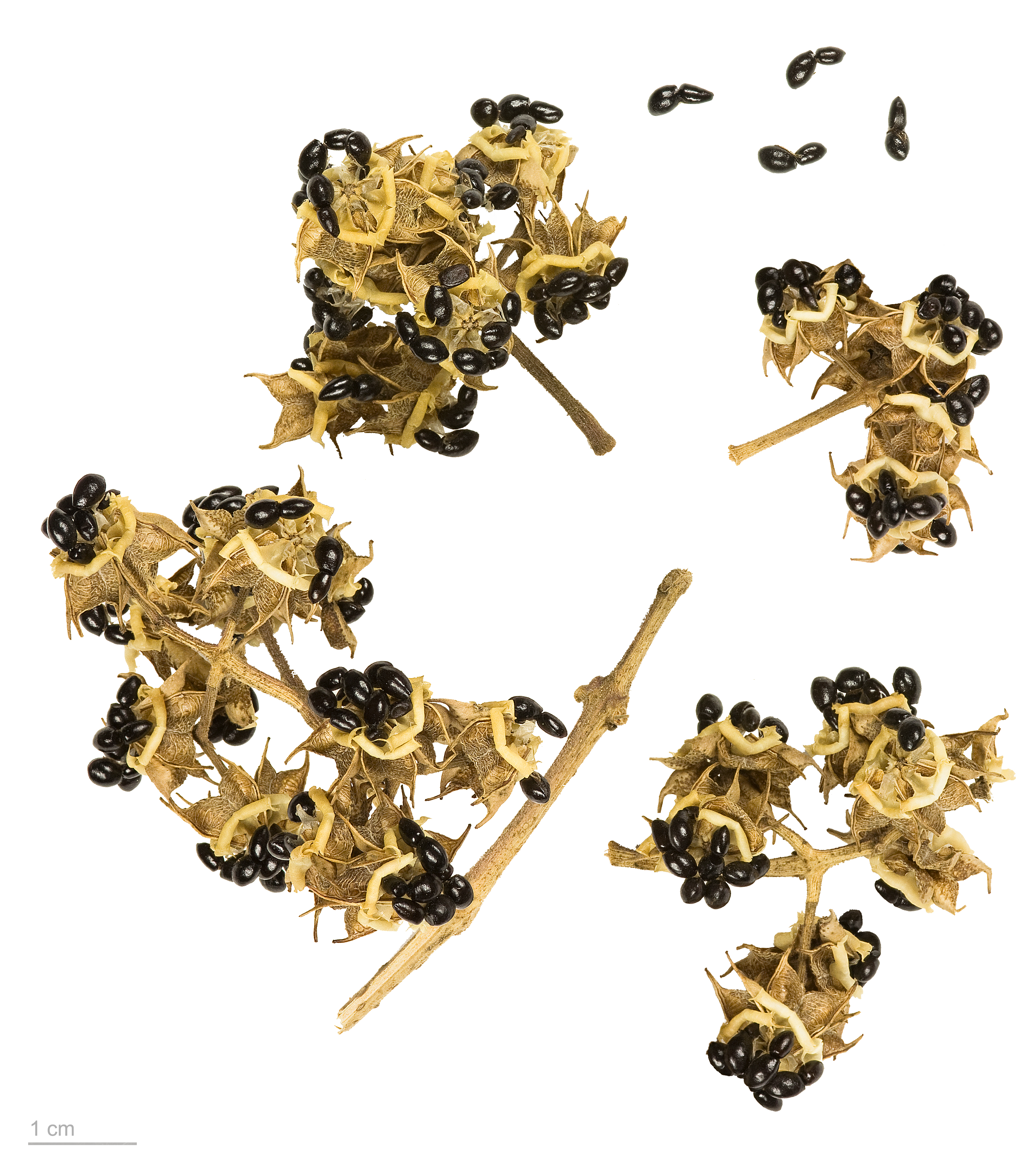
Früchte und Samen

Die Samthaarige Stinkesche (Tetradium daniellii), auch Bienenbaum, Honigesche, Wohlduftraute oder Tausendblütenstrauch genannt, ist eine Pflanzenart aus der Gattung der Stinkeschen (Tetradium) in der Familie der Rautengewächse (Rutaceae).

## Beschreibung
Die Samthaarige Stinkesche wächst als recht schnellwüchsiger, sommergrüner Strauch oder Baum mit kurzem Stamm und kann Wuchshöhen bis über 20 Meter erreichen. Die Rinde des Stammes ist glatt und gräulich bis braun-grau; sie ähnelt damit derer der Rotbuche. Der Stammdurchmesser erreicht bis über 100 Zentimeter.
Die gegenständigen, unpaarig gefiederten und gestielten Laubblätter sind 15 bis 44 Zentimeter lang. Die fünf bis neun, bisweilen auch elf Fiederblättchen sind eiförmig bis lanzettlich, manchmal auch elliptisch oder verkehrt-eiförmig. Die kurz gestielten Blättchen sind oberseits glänzend dunkelgrün, auf der Unterseite matter, glauk sowie teils behaart. Die Blättchenbasis ist keilförmig oder stumpf bis abgerundet oder leicht herzförmig. Die ganzrandigen bis leicht gekerbten Blättchen sind spitz bis zugespitzt. Die Blättchen sind etwa 5 bis 18 Zentimeter lang und 3 bis 10 Zentimeter breit. Das Laub färbt sich im Herbst gelbgrün, bevor es abfällt.
Die Samthaarige Stinkesche ist männlich oder einhäusig monözisch und dann protandrisch. Dies ist eine eher seltene Kombination. Die Blütezeit reicht etwa von Juni bis August. Die endständigen und rispigen, leicht fein behaarten, lockeren, später rötlich werdenden, Blütenstände sind etwa 3,5 bis 19 Zentimeter groß. Die kleinen, duftenden, funktionell eingeschlechtigen, kurz gestielten Blüten sind meist fünfzählig mit doppelter Blütenhülle. Die sehr kleinen, an ihrer Basis verwachsenen Kelchblätter sind 0,5 bis 1,5 mm groß. Die weißen, innen mehr oder weniger behaarten und aufrechten Kronblätter sind 3 bis 5 Millimeter lang. Die männlichen Blüten enthalten einen Kreis mit fünf etwas vorstehenden, fertilen Staubblättern mit behaarten Staubfäden und mehr oder weniger behaarte Pistillode. Die weiblichen Blüten besitzen fünf oberständige, behaarte und genäherte Fruchtblätter mit kurzen, seitlichen und zentral zusammenstehenden Griffeln mit scheibenförmigen Narben sowie kleine Staminodien. Pro Fruchtblatt sind zwei Samenanlagen vorhanden. Es ist jeweils ein zylindrischer bis fassförmiger, kahler  Diskus vorhanden.
Die bis zu fünf, zuerst roten dann braunen, kleinen, verkehrt-eiförmigen, kurz geschnäbelten, mehr oder weniger behaarten und zweisamigen Balgfrüchte sind an ihrer Basis verwachsen; sie reifen von August bis November. Die unentwickelten Früchte bleiben in der Sammelbalgfrucht erhalten. Die oberen Samen in den entwickelten Früchten sind fertil, die anhängenden kleineren bzw. die unteren sind steril, brüchig, die Samen bleiben an den offenen Früchten kleben. Die fertilen eiförmigen bis ellipsoiden, glatten, schwarzen, glänzenden und harten Samen sind etwa 2 bis 4 Millimeter groß. Die sterilen sind etwas kleiner. Die Samen werden von Vögeln verbreitet, aber nur der sterile kann verdaut werden. Der fertile wird wieder ausgeschieden und so verbreitet.
Die Chromosomenzahl ist 2n = 76 oder 78.

## Verbreitung und Standort
Die Samthaarige Stinkesche ist im nördlichen China und in Korea heimisch. Ihr chinesisches Verbreitungsgebiet erstreckt sich über die Provinzen Anhui, Gansu, Hubei, Hunan, Shaanxi und Shandong. Sie ist in Höhenlagen von Meereshöhe bis zu 3200 m vor allem in Wäldern und an Waldrändern anzutreffen.
In Mitteleuropa ist die Samthaarige Stinkesche winterhart und wird vor allem als Bienenweide gepflanzt.

## Name
Die Blüten duften angenehm, während die zerriebenen Blätter der Stinkeschen einen intensiven eher unangenehmen Geruch verströmen. Daher rühren die scheinbar widersprüchlichen Bezeichnungen des Baumes als Wohlduftraute oder Stinkesche.

## Inhaltsstoffe
Die Art enthält diverse bioaktive chemische Verbindungen. Dazu gehören die in Früchten enthaltenen Furocumarine wie Bergapten, Xanthotoxin, Isopimpinellin und Isoimperatorin. Diese haben zum Teil eine stark abschreckende Wirkung auf bestimmte herbivore Insekten. Die Früchte enthalten außerdem Pellitorin, eine Verbindung, die strukturell mit Capsaicin verwandt ist, und als Antagonist des Vanilloid-Rezeptors wirkt.

## Systematik
Die Art wurde vom englischen Botaniker John Joseph Bennett 1862 unter Xanthoxylum daniellii (Zanthoxylum) erstbeschrieben. Sein Landsmann William Botting Hemsley bezog sich 1886 auf diese Beschreibung, ordnete die Art jedoch unter Euodia daniellii (Benn.) Hemsl. in die Gattung Euodia ein. Unter diesem lange gültigen Taxon ist die Art noch sehr bekannt; erst 1981 wurde sie durch den amerikanischen Botaniker Thomas Gordon Hartley unter dem heute gültigen Taxon Tetradium daniellii in die Gattung Tetradium eingegliedert.
Es sind noch viele weitere Synonyme für die Art bekannt; hier eine Auswahl:
- Ampacus danielli (Benn.) Kuntze
- Euodia baberi Rehder & E.H.Wilson
- Euodia delavayi Dode
- Euodia henryi Dode
- Euodia hupehensis Dode
- Euodia labordei Dode
- Euodia sutchuenensis Dode
- Euodia velutina Rehder & E.H.Wilson
- Euodia vestita W.W.Smith
- Zanthoxylum bretschneideri Maxim.

Das Artepitheton daniellii wurde zu Ehren des botanisch interessierten britischen Militärarztes William Freeman Daniell (1818–1865) gewählt.